# دائرة تلمسان
دائرة تلمسان، دائرة بولاية تلمسان وهي مكونة من بلدية تلمسان فقط.

## الشوارع
- شارع فلسطين